# I'm a Freak
I'm a Freak è un singolo del cantante spagnolo Enrique Iglesias, pubblicato l'11 gennaio 2014 come quinto estratto dal decimo album in studio Sex and Love.
Il singolo ha visto la collaborazione del rapper statunitense Pitbull. 

## Tracce
Download digitale
1. I'm a Freak (feat. Pitbull) – 3:39

## Video musicale
Il videoclip è stato diretto da Colin Tilley ed è stato pubblicato il 31 gennaio 2014.